# Red Dead Redemption: Undead Nightmare
Red Dead Redemption: Undead Nightmare — окреме доповнення до відеогри Red Dead Redemption. Він додає неканонічну однокористувацьку кампанію на тему зомбі-хорору, два багатокористувацькі режими, а також косметичні доповнення до оточення та персонажів відкритого світу вестерну у стилі пригодницького екшену. Сюжет гри розгортається в альтернативній часовій лінії від сюжету базової гри і розповідає про повернення головного героя Джона Марстона, колишнього злочинця, який вирішив знайти причину і можливі ліки від зомбі-чуми, що заразила його дружину і сина. Марстон звільняє міста, захоплені нежиттю, і допомагає неігровим персонажам у виконанні побічних завдань.
Rockstar Games, видавець гри, мав давній інтерес до створення гри про зомбі. Вони вирішили, що всесвіт Red Dead Redemption та його американська сільська місцевість відповідають кінематографічній спадщині жанру фільмів жахів. Rockstar хотіли, щоб їхній додатковий контент функціонував поза, а не в рамках сюжету базової гри, але спирався на її персонажів та атмосферу. Компанія випустила Undead Nightmare як завантажуваний контент для платформ PlayStation 3 та Xbox 360 26 жовтня 2010 року, а наприкінці листопада — як роздрібний набір дисків з іншими завантажуваними контент-пакетами. Для Nintendo Switch і PlayStation 4 вона вийшла разом з основною грою 17 серпня 2023 року.
Undead Nightmare отримала загалом схвальні відгуки після релізу, а роздрібний наклад розійшовся накладом у два мільйони копій до 2011 року. Гра була визнана зразком завантажуваного контенту і названа однією з найкращих ігор року, отримавши найвищі нагороди від Spike Video Game Awards 2010 та Shacknews у цій категорії. Критики високо оцінили її виробничі цінності та обробку мотиву зомбі-відеоігор, а також відзначили її легковажність порівняно з основною грою, хоча деякі рецензенти незадоволені управлінням рухом персонажа і вважають, що бої в ній одноманітні. Ретроспективно вважається одним з найкращих завантажуваних контент-паків, коли-небудь створених.

## Ігровий процес
Undead Nightmare — це модифіковане доповнення до відеогри Red Dead Redemption, пригодницького вестерну у відкритому світі, в якому колишнього злочинця Джона Марстона федеральний уряд змушує захопити колишніх членів його банди в обмін на свободу його сім'ї. Undead Nightmare це альтернативне доповнення, яке додає нову повнометражну історію в стилі зомбі-хоррору і переробляє навколишнє середовище базової гри, щоб воно виглядало темним і моторошним. Коли трупи починають повставати з мертвих і перетворюватися на зомбі-людожерів, деякі з живих ховаються, а інші стають вороже налаштованими. Джон намагається знайти причину чуми та ліки від неї для своєї інфікованої дружини Ебіґейл та їхнього інфікованого сина Джека. Історія гри триває близько шести годин і включає нові кадри, озвучення та музику. Доступ до неї здійснюється окремо від основного меню гри за допомогою власних файлів збереження. Вона не поділяє ігровий прогрес і предмети з основної гри, а також не вимагає наявності базової гри в будь-якій формі.
Як і в Red Dead Redemption, гравець може відхилятися від основної історії у побічних завданнях: проханнях незнайомців, перевірці контрольних списків та інших відступах. Ці місії схожі за форматом на оригінальні, але їхні цілі замінені, щоб відповідати темі зомбі-хоррору. Наприклад, гравець полює за зниклими членами сімей тих, хто вижив, а не за втікачами, або спустошує кладовища, а не схованки банд. Джон покликаний звільняти міста, захоплені нежиттю, що відкриває боєприпаси, нові місця для проживання, квести і допомогу живих городян. Після допомоги Джона міста залишаються вільними від зомбі протягом кількох ігрових днів, але врешті-решт потребують допомоги гравця, коли зомбі повернуться знову. Гравець вирішує, чи ділитися боєприпасами з жителями міста: боєприпаси служать валютою в грі, оскільки магазини закрилися. Гравець має менше можливостей для виправлення аморальних вчинків, таких як допомога або вбивство інших вцілілих, зважаючи на важкі обставини. Гра робить більший акцент на гіперболічній забаві.
Вороги-зомбі в доповненні схожі на зомбі з інших ігор. «Ходячі» зомбі здалеку повільні, але біжать, коли наближаються до персонажа. Товсті зомбі намагаються збити гравця-персонажа з ніг, а інші вивергають зелену отруту. У Джона є нова зброя, включаючи святу воду, приманку для нежиті та мушкетон, який використовує частини зомбі як боєприпаси. Гравець може використовувати комбінацію цих навичок, щоб перемогти орди ожилих людей, які зупиняються лише після того, як їхні голови вибухають. Наприклад, Джон може заманити групу в певне місце, щоб підірвати бомбу, використати режим «Мертве око», що сповільнює час, щоб вистрілити кожному в голову, або знищити ворогів з даху, оскільки зомбі не вміють лазити. Інші неігрові персонажі, які заражаються інфекцією, перетворюються на мерців у реальному часі і можуть напасти на гравця.
Undead Nightmare прибирає традиційні можливості швидкої подорожі з базової гри, і це спонукає гравця використовувати поселення для зберігання свого каравану. У доповненні Джон їздить верхи на конях, яких він може викликати свистом. Чотири міфічні коні — чотири коні апокаліпсису — з більш швидкими здібностями розкидані по всій мапі, щоб гравець міг їх знайти, приручити і осідлати. Серед інших міфічних істот, на яких можна полювати, — бігфут, чупакабра та єдиноріг. Також включено два нових вбрання для Джона, інші косметичні опції для зброї та коней гравця, а також досягнення.
Окрім однокористувацької історії, Undead Nightmare додає два багатокористувацькі режими: Undead Overrun та Land Grab. Перший — це режим орди, в якому до чотирьох гравців спільно відбиваються від хвиль зомбі. Гравці повинні відкривати труни між хвилями, щоб поповнити таймер зворотного відліку, що перешкоджає гравцям розбивати табір на одній і тій же локації. Він також розроблений таким чином, щоб заохочувати співпрацю, коли гравці можуть оживляти один одного, якщо вони знаходяться поруч. Інший режим, Land Grab, є додатковим ігровим режимом у багатокористувацькому режимі вільного блукання в основній грі і ніяк не пов'язаний з темою нежиті. У Land Grab гравці намагаються убезпечити сім областей по всьому ігровому середовищу. Хоча гравці з основною грою можуть приєднуватися до ігор Land Grab, лише власники Undead Nightmare можуть ініціювати їх.

## Сюжет
Невдовзі після возз'єднання з родиною Джон Марстон намагається жити мирним життям зі своєю дружиною Ебіґейл, сином Джеком та другом Дядьком на їхньому ранчо у Бічерз Хоуп. Однак однієї грозової ночі Дядька ніде немає, і Марстони, припускаючи, що він знайшов притулок деінде, лягають спати. Посеред ночі їх будить зомбований дядько, який кусає Ебіґейл, а та кусає Джека, також перетворюючи їх на зомбі. Вбивши Дядька і зв'язавши Ебіґейл та Джека, Джон вирушає на пошуки ліків і вирушає до містечка Блеквотер на пошуки лікаря, але знаходить його майже покинутим. Він зустрічає одного зі своїх колишніх союзників, професора Гарольда МакДугала, який стверджує, що вірус змушує мертвих повертатися до життя. Після того, як МакДуґала вбиває зомбі Настас, Джон зустрічає інших вцілілих і допомагає очистити Блеквотер і сусіднє кладовище від мерців, перш ніж дізнається, що ще двоє його колишніх союзників, аферист Найджел Вест Діккенс і мисливець за скарбами Сет Браярс, нібито відповідальні за спалах вірусу. Він зустрічається з обома чоловіками, які заперечують свою причетність, хоча Сет висловлює свої підозри, що ацтеки якось пов'язані з усім цим, і радить Джону їхати до Мексики.
Джон вирушає до Нуево-Параїсо, щоб виявити, що воно перебуває в набагато гіршому стані, ніж Америка. Він зустрічає групу черниць на чолі з настоятелькою Кальдерон, яка повідомляє йому, що одна жінка сказала їй, що Абрахам Рейес, якому Джон раніше допоміг захопити Нуево Параїсо, відповідальний за спалах епідемії. Коли Джон вирушає на зустріч з цією жінкою, на неї нападає зомбований Рейес, якого він вбиває. Жінка розповідає Джону, що Рейес спричинив зомбі-чуму, коли вкрав ацтекську маску з якоїсь гробниці, і сам став зомбі, коли одягнув маску. Відвідавши гробниці, Джон і жінка змогли повернути маску на місце, фактично зупинивши епідемію. Потім жінка представляється ацтекською богинею Чальчіутлікуе і дякує Джону за допомогу, даруючи йому одного з чотирьох коней Апокаліпсису, щоб він повернувся додому.
Джон повертається до Бічерз Хоуп, дізнається, що Джек і Ебіґейл вилікувалися, і радіє возз'єднанню з ними. Через кілька місяців після смерті Джона, Сет знаходить і викрадає маску, змушуючи мертвих знову повстати з могил. Серед воскреслих — Джон, але оскільки він був похований зі святою водою, то тепер він є воскреслим, і його душа залишається у нього в руках.

## Розробка
Після виходу основної гри у 2010 році, Rockstar San Diego підготувала і випустила серію завантажуваних контент-паків, одним з яких було Undead Nightmare. Світ Red Dead Redemption був задуманий не обов'язково серйозним, але в межах жанру вестерну, без регресу до «банального пастишу». Після успіху Rockstar захотіла зробити більше контенту, що відповідав би атмосфері гри. Команда збалансувала «за своєю суттю смішну» концепцію зомбі з їхніми аспектами жахів і деяким самоусвідомленим гумором. Вони покладалися на передісторію персонажів всесвіту та популярні асоціації з американською сільською місцевістю, щоб побудувати емоційне наповнення оповіді. За каноном гри, сценарій Undead Nightmare вписується в час між поверненням Джона Марстона додому та кінцем базової гри, хоча події доповнення жодним чином не перетинаються з основною історією.
У всесвіті Red Dead Redemption компанія Rockstar знайшла відповідність своїй давній меті — створити гру про зомбі. Замість того, щоб створювати нову інтелектуальну власність для такої гри, Rockstar хотіла, щоб гравці побачили, як спалах зомбі вплинув на вже знайомий їм світ. Компанія вважала, що це зробить зомбі-троп цікавішим. Rockstar також побачила схожу «кінематографічну спадщину» між жанрами вестерну та зомбі-хоррору. Команда використовувала аналогію зі знімальним майданчиком 1970-х років, щоб пояснити свої амбіції — що Undead Nightmare у всесвіті Red Dead Redemption відчуватиметься так, ніби її герої знімають «серйозний, ревізіоністський вестерн» вдень і «дещо божевільний фільм жахів» з тим самим акторським складом і декораціями вночі. Враховуючи досвід роботи з завантажуваними пакетами контенту для Grand Theft Auto IV, Rockstar хотіла, щоб її доповнення були не продовженням основної історії, а окремою історією з можливими перехрещеннями. Віце-креативний президент Rockstar Ден Гаузер описав кілька причин, чому не використовували всесвіт Grand Theft Auto для зомбі-релізу: (1) стрілецька механіка Red Dead, включно з режимом «мертве око», краще підходила для пострілів у голову зомбі, (2) зомбі краще пасували до ландшафту Великих рівнин, який більше нагадував фільм жахів 1970-х років, і (3) персонаж Джона краще підходив для полювання на зомбі, ніж головні герої ігор серії Grand Theft Auto.
За словами Гаузера, відгуки про основну гру мало вплинули на розробку Undead Nightmare, хоча команда використовувала невеликі завантажувані контент-пакети та патчі, щоб додати функції, які інші хотіли бачити в основній грі. "Я не думаю, що ми коли-небудь чули фразу «цій грі не вистачає надприродного», — згадує Гаузер про відгуки команди та їхню зацікавленість у створенні чогось, чого не очікували фанати, але що їм все одно сподобалося. «І це частина того, що нас приваблювало». Rockstar випустила Undead Nightmare 26 жовтня 2010 року. Ден Гаузер з Rockstar сказав, що команда була задоволена своїми результатами і тим, як світ Red Dead Redemption і тема зомбі доповнили контекст і глибину один одного.
Наприкінці листопада 2010 року вийшов окремий роздрібний реліз Undead Nightmare. Реліз об'єднав кампанію Undead Nightmare з двома меншими пакетами для завантаження Red Dead Redemption: Legends and Killers та Liars and Cheats. Legends and Killers додає більше можливостей для багатокористувацької гри, таких як випробування та мапи. Liars and Cheats додає багатокористувацькі версії настільних барних ігор, які були представлені в одиночній кампанії гри. Оскільки базова гра та її доповнення мають однаковий мультиплеєр, журнал Official Xbox Magazine описав окрему гру Undead Nightmare як таку саму, що й оригінальна, за винятком заміни однокористувацької кампанії на нову. У вересні 2011 року Rockstar Games випустила додатковий багатокористувацький завантажувальний пакет Myths and Mavericks, який включав нових багатокористувацьких персонажів з однокористувацької історії та нові багатокористувацькі локації. Гра вийшла для Nintendo Switch і PlayStation 4 17 серпня 2023 року, розроблена студією Double Eleven. Фізичний реліз запланований на 13 жовтня.

## Сприйняття
Undead Nightmare отримала «загалом схвальні» відгуки, згідно з оцінкою сайту-агрегатора рецензій Metacritic, і була названа серед найкращих завантажуваних матеріалів року. Він отримав нагороду за найкращий завантажуваний контент року на Spike Video Game Awards 2010, а також на Shacknews, випередивши інші відомі доповнення, такі як Lair of the Shadow Broker (Mass Effect 2) та Minerva's Den (BioShock 2). IGN нагородив гру відмінним балом як «шедевр» і «вибір редактора», в той час як GameSpot написав, що, хоча гра і весела, вона не є таким же шедевром, як оригінал. Ден Вайтгед з Eurogamer відзначив тонке ставлення до Джона Марстона в Undead Nightmare як доказ того, що він є «одним з найвидатніших персонажів в іграх».
Як продовження, «елегійний тон Red Dead Redemption неймовірно добре поєднується з арковим готичним жахом доповнення», — написав Вайтгед. Критики вважають, що історія доповнення набагато безтурботніша порівняно з основною грою, з іншим загальним відчуттям. IGN відзначив перебільшену театральність та відтінки пафосу фільмів жахів. На той час зомбі були постійним мотивом у відеоіграх. Вайтгед додав, що здатність Rockstar використовувати «найбільш заїжджений і переоцінений культурний мем» у своєму «епічному вестерні» без того, щоб продукт виглядав безглуздо чи химерно, була свідченням їхньої дизайнерської кмітливості. Наприклад, розмова зі сніговою людиною була водночас абсурдною та гостросюжетною. Сценарій доповнення, як він писав, розумів дух персонажів і врівноважував сардонізм і чесний пафос. Хоча Вайтгед позитивно оцінив ставлення до головного героя, він вважав дизайн місій доповнення тьмяним і скаржився на занадто велику кількість квестів, в яких гравець приносить предмети для інших людей і подорожує між точками лише для того, щоб ініціювати кат-сцени. GameSpot похвалив гумор сюжету, але вважав, що він менш цікавий і різноманітний порівняно з основною грою. Рецензенти рекомендували закінчити основну гру перед початком доповнення, не через спойлери, а щоб максимально використати відсилання гри до оригінальної історії.
Рецензенти відзначили кількість роботи, яку Rockstar вклала у виробництво доповнення. GameSpot зазначив, що доповнення додало значну кількість нових можливостей і зберегло найкращі якості основної гри у своїй презентації. Вайтгед (Eurogamer) написав, що зусилля Rockstar, схоже, кинули виклик своїм обмеженням, в той час як інші розробники часто прагнуть до мінімуму. Рецензент порівняв оновлення гри з оновленням контенту, створеного для Grand Theft Auto IV від Rockstar. Він також високо оцінив спадкоємність «апокаліптичної» та меланхолійної атмосфери, в якій оригінальна гра розглядала метафоричне вимирання ковбойського заходу, тоді як доповнення розглядало буквальне вимирання цивілізації. Критики відзначили, що Undead Nightmare запозичила дизайн зомбі з серії Left 4 Dead. Це розчарувало оглядача Eurogamer, враховуючи репутацію Rockstar як першопрохідця, а не імітатора. GameSpot відзначив багатокористувацький режим, фантастичну зброю, міфічних конів та моторошний саундтрек.
Критики відзначили, що гравцям рідко доводиться використовувати нову зброю Undead Nightmare. Вайтгед (Eurogamer) зазначив, що вогнепальна зброя Марстона здебільшого не відрізняється від мушкетону, який стає в нагоді лише тоді, коли гравця атакують зомбі. GameSpot додав, що бої в доповненні повторюються і стають менш цікавими, оскільки зомбі майже не становлять загрози. Зомбі, без зброї, укриття, коней, позбавлені складності ковбоїв і, за винятком деяких особливих типів зомбі, становлять загрозу лише на коротких відстанях. Рецензент виявив незначну різницю між зброєю при стрільбі з близької відстані, яка є більш ефективною, ніж прицільна стрільба на відстані. Задоволення від нової зброї швидко зникло для критика, який знайшов мало стимулів для використання традиційних стратегій перестрілок. Вайтгед також зазначив, що оригінальна гра покладалася на використання укриття під час перестрілок, що в розширенні повністю відкидається. Таким чином, гравець змушений використовувати техніку відступу і розвороту, щоб використовувати режим «мертве око» для знищення зомбі пострілами в голову. Рецензент також знайшов управління незграбним і часто спотикався об купи тіл зомбі або застрягав у дверних отворах. Хоча ідея зомбі-тварин налякала Вайтгеда, він відчув полегшення і розчарування, коли дізнався, що ведмеді та пуми, як і люди, гинуть від однієї кулі.
Eurogamer відзначив роздратування від повернення до захисту більш ніж 20 міст, в кожному з яких постійно виникають проблеми з зомбі, але сказав, що ігрова механіка ніколи не набридає, і навіть оцінив елемент тайм-менеджменту, схожий на той, що був у серії ігор Dead Rising. IGN вважає, що відсутність швидкої подорожі була перешкодою. Рецензенти також відзначили технічні проблеми з переміщенням персонажа Джона, особливо при підйомі по сходах і втечі від зомбі.
Критики високо оцінили Undead Nightmare як взірець доповнень, особливо за баланс контенту та ціни. Ніл Дейві з The Guardian сказав, що це була найкраща покупка 2010 року в своєму ціновому діапазоні, але співробітники Official Xbox Magazine знайшли ціну дещо завищеною. Генрі Гілберт з GamesRadar+ вважав, що концепція гри схожа на виверт, щоб заробити легкі гроші без особливих зусиль, але визнав, як він помилявся, і був здивований глибиною гри. На момент релізу в 2010 році Official Xbox Magazine назвав Undead Nightmare найкращим контентом, який можна було завантажити. Станом на серпень 2011 року окремий роздрібний диск розійшовся накладом у два мільйони одиниць. Жодних даних про продажі самого завантажуваного пакету не було оприлюднено.

## Спадщина
Undead Nightmare було визнано одним з найкращих доповнень, коли-небудь створених для відеоігор. Kotaku писав про його оригінальність, незважаючи на банальну зомбі-тематику, і додав, що розширення функціонувало найкраще, коли Rockstar використала гру як привід для прояву свого почуття гумору, з неживими версіями звичайних тварин і новими міфічними істотами. Рецензент пов'язав рівень розважальності гри з тим, що це був перший реліз Rockstar за останні роки, який «щиросердно прийняв божевільну природу ігор з відкритим світом». Undead Nightmare отримала гарну назву і «перевершила всі сподівання», як висловився USgamer. Hardcore Gamer навів розширення як приклад завантажуваного контенту, який ніколи б не вписався в основну гру, але натомість дозволив розробникам розвинути інші ідеї.
У липні 2016 року Microsoft додала гру до списку зворотної сумісності для Xbox One, наступника Xbox 360, у липні 2016 року. На Xbox One гра працює з більш плавною частотою кадрів. У квітні 2018 року гра отримала оновлення під назвою «Xbox One X Enhanced», що дозволило відтворювати оригінальний код гри з роздільною здатністю 4K (що більше, ніж оригінальна роздільна здатність 720p) і з деякими графічними покращеннями на висококласній версії Xbox One, яка називається Xbox One X. Xbox Series X і Series S також можуть грати в гру, причому на потужнішій версії Series X вона запускається зі специфічними для Xbox One X покращеннями. У грудні 2016 року Sony додала Red Dead Redemption і Undead Nightmare до свого сервісу підписки на хмарні ігри PlayStation Now, що дозволило грати в них на PlayStation 4, PlayStation 5, а також на Windows, проте вони були видалені в жовтні 2022 року.